# Ulrike Frischholz
Ulrike Frischholz (* 1985) ist eine deutsche Roller-Derby-Spielerin und Trainerin, die seit 2019 für den SSC Karlsruhe mit den rocKArollers in der 1. Bundesliga antritt.

## Werdegang
Ulrike Frischholz, aka „Effi Biest“, ist seit 2011 auf dem Track. Sie startete mit dem Nationalteam bei den Weltmeisterschaften 2018 in Manchester.